# Abbasanta
Abbasanta är en ort och kommun i provinsen Oristano i regionen Sardinien i Italien. Kommunen hade 2 689 invånare (2017).